# Anteros kupris
Anteros kupris är en fjärilsart som beskrevs av William Chapman Hewitson 1875. Anteros kupris ingår i släktet Anteros och familjen Riodinidae. Inga underarter finns listade i Catalogue of Life.

## Bildgalleri

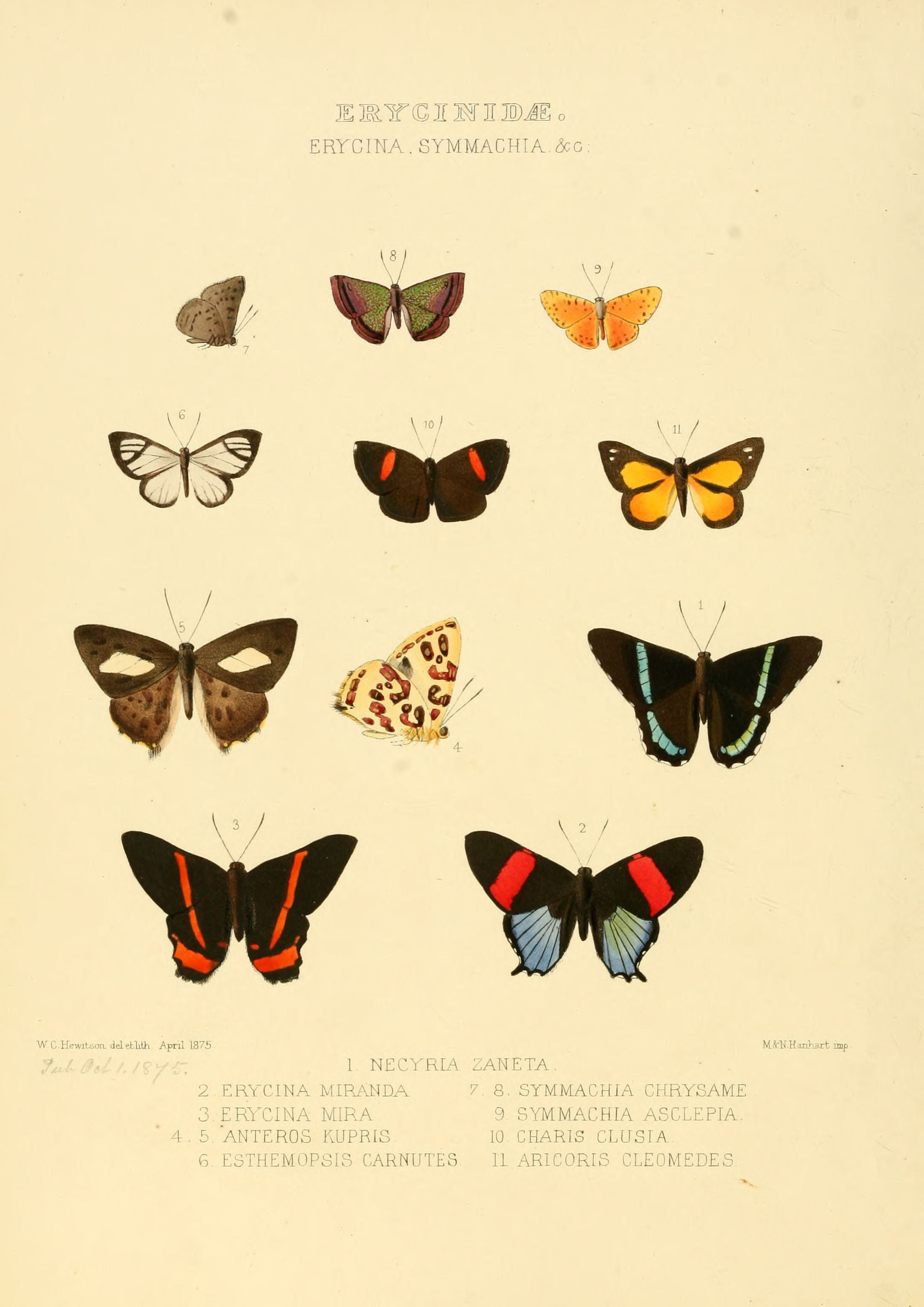